# Sport de combat de percussion

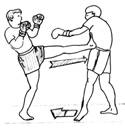
Technique de jambe : coup de pied direct d’arrêt par exemple en boxe birmane, muay thaï ou kick boxing

Le terme sport de combat de percussion est une expression des années 1970 issue du milieu universitaire, et proposée par Alain Delmas enseignant-chercheur. Elle désigne les sports de combat codifiés permettant l’utilisation de certaines armes corporelles pour atteindre les cibles corporelles adverses et réglementairement autorisées (suivant le type de rencontre : « touche légère » ou « touche moyenne » ou « touche portée avec force ») et cela dans un espace et une durée définie ; et peut déboucher sur une pratique compétitive.
En matière de rencontre, suivant les types de sports de combat et d’arts martiaux et leurs règlements propres, il est courant de distinguer depuis la mise en place des fédérations sportives des années 1960, différents styles de rencontre : 
- light-contact : rencontre dite à la touche contrôlée (ou légère) ;
- medium-contact : rencontre dite à la touche moyenne (ou modérément appuyée) ;
- plein-contact (en anglais, « full-contact ») : rencontre à la touche très appuyée (c’est-à-dire avec puissance de frappe maximale ou dénommée en compétition, K.O System).
Par ailleurs, on appelle boxes pieds-poings ( BPP), depuis la fin des années 1970, les sports de combat de percussion avec un port de gants de boxe se déroulant le plus souvent sur un ring ou une cage ou, pour les styles à la touche contrôlée, sur un praticable de tapis de chute d’arts martiaux assemblés.
On les distingue des sports de combat de préhension et de ceux qui rassemble les deux, les sports de combat de percussion-préhension. Ce groupement de disciplines ne concerne pas les sports de combat avec armes.

## Technique

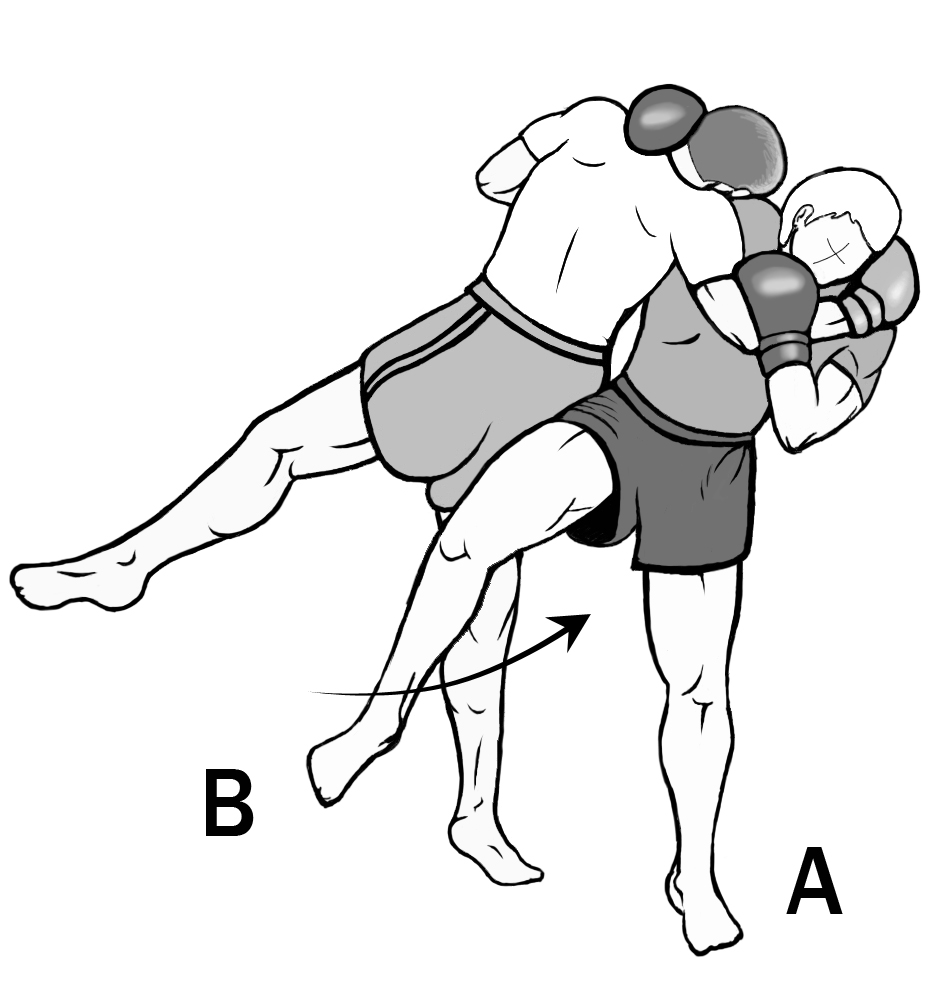
Technique de fauchage en boxe birmane

Certains de ces sports font appel à des techniques de saisies servant à tenir l'adversaire à portée de percussion et peuvent aussi parfois utiliser des techniques pour amener l’opposant au sol. C'est le cas par exemple des arts martiaux du Sud-est asiatique comme la boxe birmane (lethwei) et la boxe thaïe (muay-thaï) et les arts martiaux d’Extrême-Orient tel le shoot-boxing japonais et le sanda (boxe chinoise). Ce sont des (sports de combat dits de percussion-préhension).

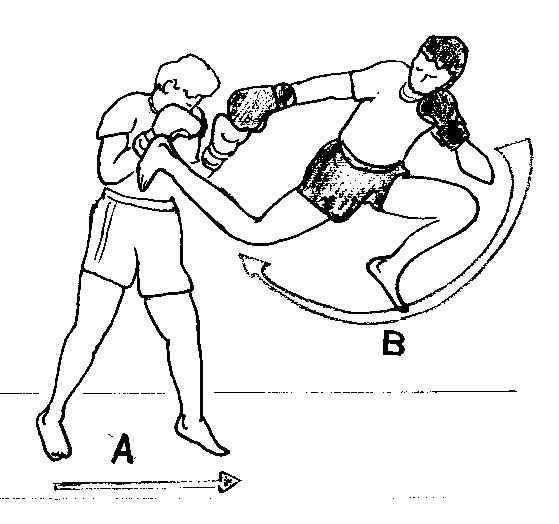
Coup de pied arrière sauté en kick-boxing

On peut classer les sports de combat de percussion par catégories de discipline, selon l’origine, la nature, la forme, etc. On trouve deux catégories principales : 
1 - Les arts martiaux (arts de combat ou pratiques ancestrales) s'étant transformés pour répondre aux normes sportives modernes
2 - Les sports de combat modernes : les boxes dites de pieds-poings et luttes au corps-à-corps, dites de contact, car permettant les techniques de percussion.
On peut aussi les classer selon les "armes" de percussion utilisées :
- utilisant les membres supérieurs
- utilisant les membres inférieurs
- utilisant les deux modes précédents.

## Arts martiauxrépondant aux normes sportives

### A. Arts martiaux ancestraux utilisant principalement les membres inférieurs
- Taekwondo sportif (dit « karaté coréen ») : issu des arts martiaux coréens. La percussion dominante avec l’utilisation des membres inférieurs (surface de frappe les pieds)

### B. Arts martiaux ancestraux utilisant les membres supérieurs et inférieurs

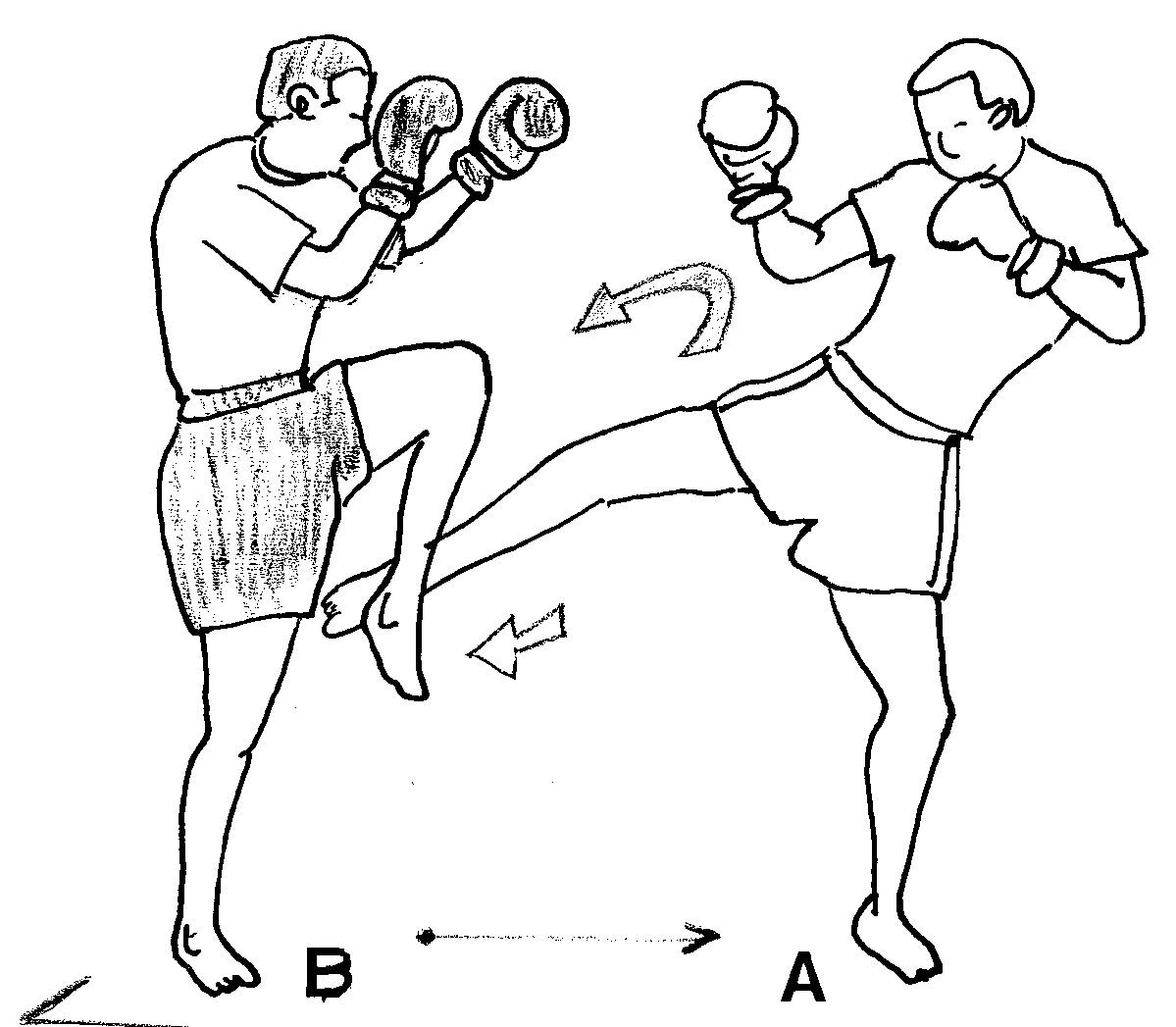
Coup de pied en ligne basse en kick-boxing

- Lethwei (dite Boxe birmane) issue des arts martiaux birmans (Thaing-bando)
- Kun Khmer ou Pradal Serey (dite Boxe khmère)
- Boxe vietnamienne issue des arts martiaux vietnamiens
- Karaté sportif issu des arts martiaux japonais, dont les styles sont très variés
- Muay thaï (boxe thaïlandaise) issu des arts martiaux thaïlandais
- Muay Lao (boxe laotienne) issu des arts martiaux laotiens ("Lan Xang")
- Qwan Ki Do ou art Martial Sino-Vietnamien
- Sanda (ou sanshou) issu des arts martiaux chinois
- Viet vo dao ou terme générique des arts martiaux vietnamiens.

## Sports de combatmodernes (boxes pieds-poingsetluttes de contact)

### A. Sports utilisant uniquement les membres supérieurs

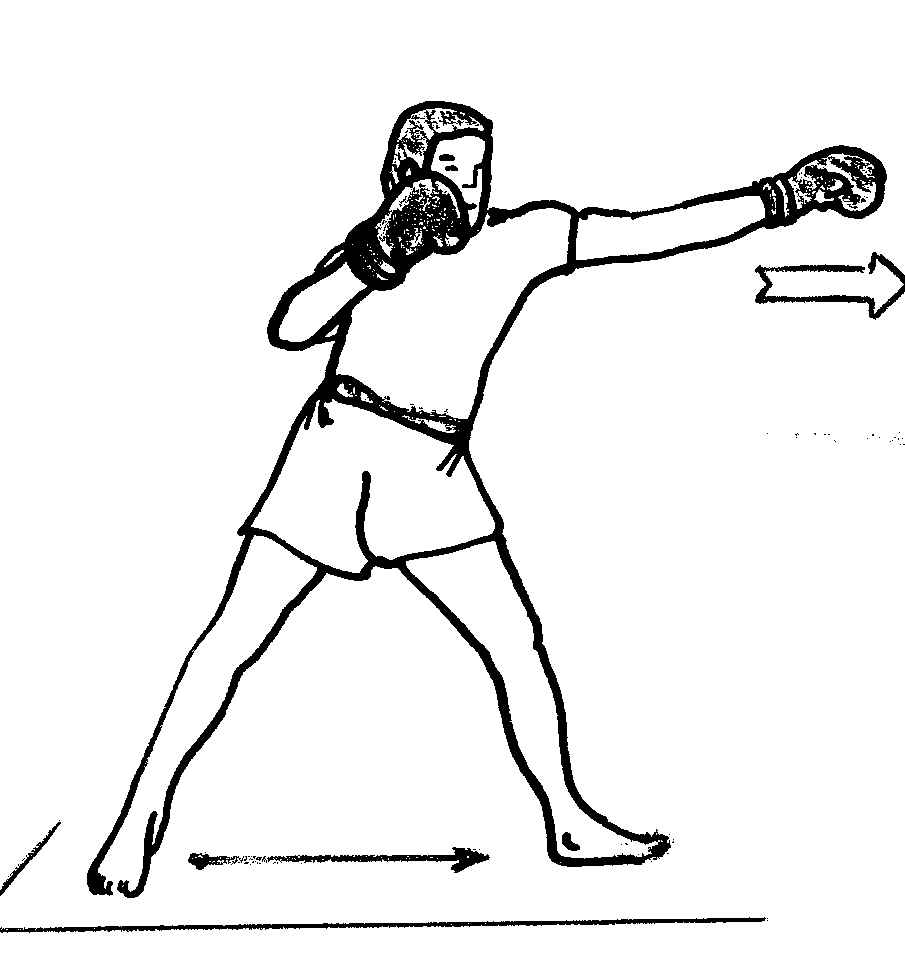
Coup de poing direct du bras avant

- Boxe anglaise : la boxe dite « amateur » également olympique et la boxe dite « professionnelle » et avec des gants de boxe (utilise la surface de frappe du poing en l’occurrence la face avant).

### B. Sports de combat modernes utilisant les membres supérieurs et inférieurs
La plupart des disciplines ci-dessous sont classées dans la catégorie dite des  boxes pieds-poings est une expression française de la fin des années 1970 désignant les sports de combat et le port de gants de boxe utilisant les techniques de frappe de bras et de jambes. Ces derniers peuvent être classés selon l’origine, la nature, la forme, etc.

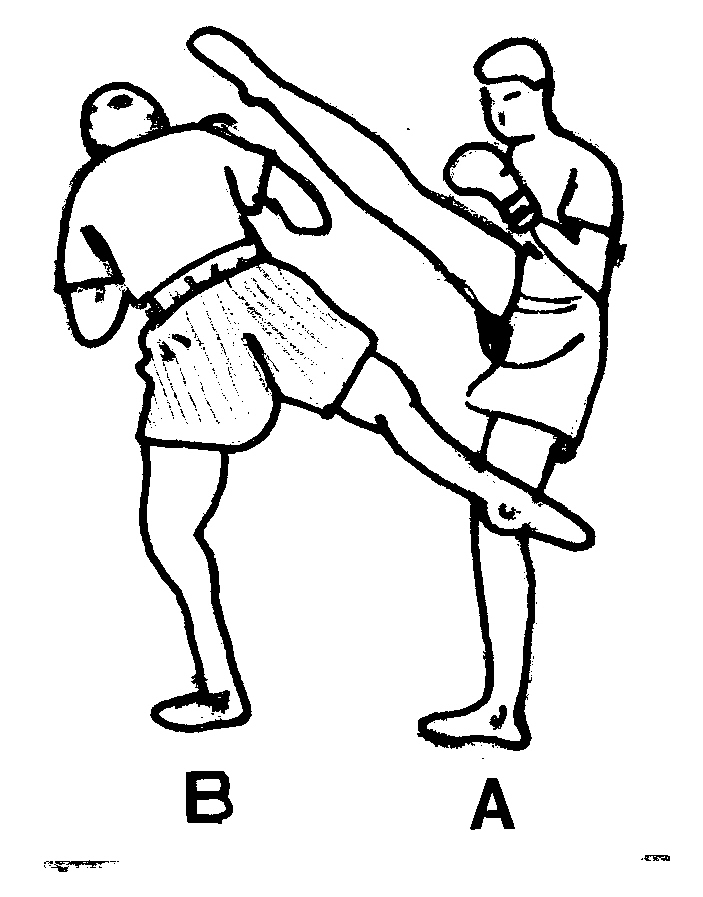
Technique de coup de pied en contre sur attaque en ligne haute ici en boxe birmane

- Boxe américaine[2] avec trois formes principales :

1 -  Full-contact (plus précisément le « karaté full contact ») : boxe pieds-poings américaine sans frappe en dessous de la ceinture, avec des gants et chaussons en mousse
2 - Kick-boxing américain (appelé « low-kick ») : en plus du full-contact américain, la frappe uniquement en coup de pied circulaire sur les cuisses,
3 -  Semi-contact : ou combat aux points (points fighting en anglais), une sorte de rencontre de type « karaté japonais » avec des gants de boxe et chaussons en mousse.
- Boxe française ou Savate, un art de combat d’origine parisienne : aujourd’hui surnommée « Savate-BF », et comme son nom l’indique, pratiquée  avec des chaussures spécialisées.

- Chauss'fight : pratique proche de la Savate. Forme moderne de l’ancien « chausson marseillais » pratiquée en chaussures spécialisées avec délivrance des coups libres sur toutes les surfaces du corps de l'adversaire à l'exception des parties génitales, de la nuque, de l'arrière de la tête, et de la poitrine pour la femme. Les frappes avec la surface des tibias sont autorisées contrairement à la Savate.

- Kick-boxing japonais (ou K1 rules[3]) : boxe pieds-poings-genoux[4] issue du kick-boxing japonais des années 1960.

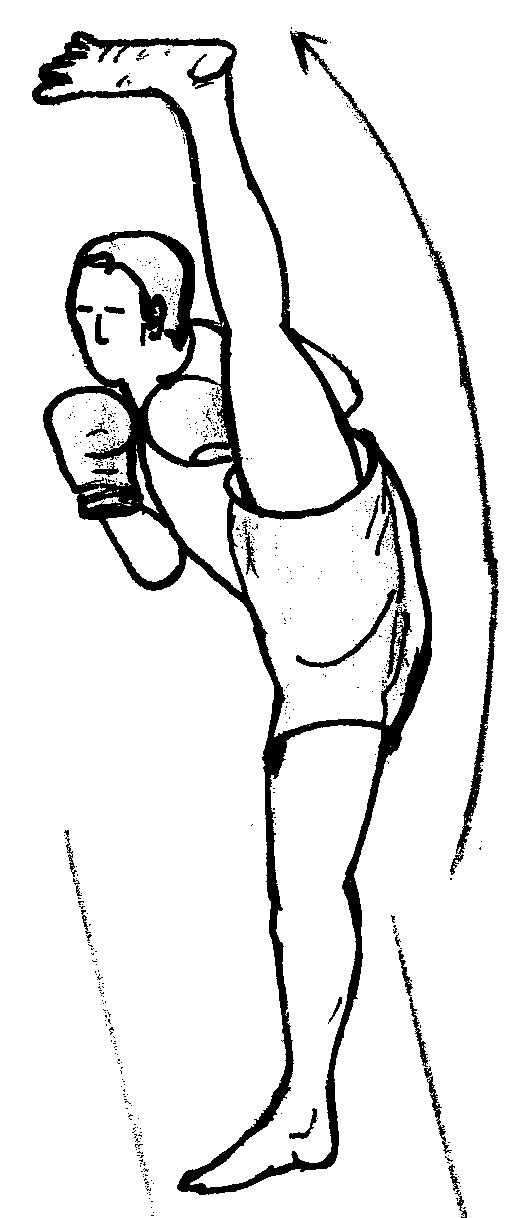
Un coup de pied de côté (ou latéral) ici en ligne haute ici en cardio-kickboxing

## Activités de mise en forme et de compétition artistique
Aux catégories ci-dessus, on peut ajouter les activités de mise en forme et de compétition artistique de type fitness et de type kata japonais. Ces activités se déroulant « dans le vide » (c’est-à dire réalisant des actions martiales sans adversaire présent) ne font pas vraiment partie des de sports de combat dit d’opposition. Nous trouvons :
- Cardio-lethwei, aéro-kick, cardio-kickboxing, Tae bo, savate forme (anciennement BF-music), énergie-full, yoseikan-training, cardio-boxe, body combat, etc.

## Sources
- Delmas Alain, 1. Glossaire des sports de combat, Université P. Sabatier - Toulouse, 1973 – 2. Lexique de combatique, le verbe contre la barbarie, document de formation, Université P. Sabatier - Toulouse, 1975 – 3. Définition du Kick-boxing, F.F.K.B.-D.A., 1999 – 4. Lexique de la boxe et des autres boxes, document de formation, Université d’Aix-Marseille, 2005
- Delmas Alain, Callière Jean-Roger, 1. Histoire du Kick-boxing, F.F.K.B.-D.A, 1998 – 2. La ceinture noire du 1er au 6e degré, F.F.K.B.-D.A., 2000
- Habersetzer Gabrielle & Roland, Encyclopédie des arts martiaux de l'Extrême-Orient, Éd. Amphora, Paris, 2000
- Lombardo Patrick, Encyclopédie mondiale des arts martiaux, Éd. E.M., Paris, 1997.